# Clubes Liberales
Clubes Liberales (Liberale Clubs) bildeten sich Ende des 19. Jahrhunderts in vielen Teilen Mexikos aus Opposition zum diktatorischen Regime des seinerzeit amtierenden Staatspräsidenten Porfirio Díaz. Sie waren eine Art Sammelbecken für eine Vielzahl von hauptsächlich aus Europa stammenden sozialrevolutionären Ideen und politischen Überzeugungen, die mehrheitlich dem linken Spektrum zuzuordnen waren. Aus diesen Clubs entstand 1901 der Partido Liberal Mexicano, die Liberale Partei Mexikos.